# Canberra International 2001 (Badminton)
Die Canberra International 2001 im Badminton fanden Anfang September 2001 statt.

## Sieger und Platzierte
| Disziplin    | Gold                         | Silber                         | Bronze                          |
| ------------ | ---------------------------- | ------------------------------ | ------------------------------- |
| Herreneinzel | Colin Haughton               | Roman Spitko                   | Alan Yang                       |
| Herreneinzel | Colin Haughton               | Roman Spitko                   | Geoffrey Bellingham             |
| Dameneinzel  | Lenny Permana                | Susan Wang                     | Rayoni Head                     |
| Dameneinzel  | Lenny Permana                | Susan Wang                     | Nicole Gordon                   |
| Herrendoppel | John Gordon Daniel Shirley   | Peter Blackburn Murray Hocking | Geoffrey Bellingham John Moody  |
| Herrendoppel | John Gordon Daniel Shirley   | Peter Blackburn Murray Hocking | Stuart Brehaut Denis Constantin |
| Damendoppel  | Nicole Gordon Tammy Jenkins  | Rhonda Cator Kate Wilson-Smith | Susan Wang Bei Zhang            |
| Damendoppel  | Nicole Gordon Tammy Jenkins  | Rhonda Cator Kate Wilson-Smith | Lenny Permana Shon Hee-soo      |
| Mixed        | Daniel Shirley Renee Flavell | Craig Cooper Tammy Jenkins     | Travis Denney Kate Wilson-Smith |
| Mixed        | Daniel Shirley Renee Flavell | Craig Cooper Tammy Jenkins     | Murray Hocking Rhonda Cator     |